# Округ Клирвотер (Ајдахо)
Округ Клирвотер (енгл. Clearwater County) је округ у америчкој савезној држави Ајдахо.

## Демографија
По попису из 2010. године број становника је 8.761, што је 169 (-1,9%) становника мање 2000. године.
| Група             | 2000.         | 2010.         |
| Белци             | 8.378 (93,8%) | 8.063 (92,0%) |
| Афроамериканци    | 13 (0,1%)     | 18 (0,2%)     |
| Азијати           | 33 (0,4%)     | 61 (0,7%)     |
| Хиспаноамериканци | 165 (1,8%)    | 268 (3,1%)    |
| Укупно            | 8.930         | 8.761         |